# Filippina di Brandeburgo-Schwedt
Filippina Augusta Amalia di Brandeburgo-Schewdt (Schwedt, 10 ottobre 1745 – Berlino, 1º maggio 1800) era la quartogenita e la terzogenita femmina nata dal matrimonio tra il margravio Federico Guglielmo di Brandeburgo-Schwedt e sua moglie, la principessa Sofia Dorotea di Prussia. Era sorella di Federica, duchessa di Württemberg, e di Luisa, principessa di Prussia.

## Biografia

### Giovinezza
Filippina inizialmente crebbe a Schwedt liberamente e senza molte restrizioni. Dopo la morte della madre, s'assunse il compito di supervisionarne l'educazione, su sua esplicita richiesta, lo zio materno, Federico il Grande affidandola ad una delle sue sorelle, Luisa. Sino alla sua morte Federico dimostrò interesse verso la nipote.
Dapprima diversi progetti matrimoniali concernenti Filippina fallirono, in particolare con il cugino Gustavo III di Svezia: la madre del principe ereditario, la regina Luisa Ulrica di Prussia era la sorella più legata alla madre di Filippina, Sofia Dorotea, ed avrebbe perciò fortemente desiderato quest'unione, alla quale tuttavia si oppose il Partito dei Cappelli svedese. La regina progettò allora di dare in moglie la nipote al suo secondogenito, il principe Carlo, ma Gustavo decise che il fratello avrebbe dovuto sposare la principessa Carlotta di Holstein-Oldenburg.
Alla fine del 1772 il re organizzò infine, d'accordo con Filippina, un matrimonio politico con il langravio Federico II d'Assia-Kassel (1720-1785), che così sperava di avere dalla Prussia un maggiore appoggio per le sue mire. Filippina era di 25 anni più giovane del futuro marito, al tempo delle nozze. Per motivi medici ebbe il permesso, per non incorrere mai in pericoli legati al parto, di non rimanere incinta.

### Langravia consorte di Assia-Kassel
A Kassel Filippina condusse una vita in gran parte indipendente dal consorte, creando una propria corte, la cosiddetta "Giovane corte". Facevano parte di questa, ad esempio, il filosofo Adolph Freiherr Knigge, il giramondo e poliedrico Georg Forster ed il futuro statista del Württemberg Georg Ernst Levin von Wintzingerode. Da quest'ultimo la langravia ebbe nel 1777 un figlio, che partorì di nascosto a Mömpelgard, residenza di sua sorella Federica e che venne chiamato Georg Philippson.
La langravia compì una serie di viaggi in Francia ed in Germania, e venne celebrata come una delle più belle principesse d'Europa.
Nel 1782 Filippina organizzò la riconciliazione tra il marito ed i figli da lui avuti dal suo primo matrimonio, che egli non aveva più visto fin dal 1754, anno della sua separazione dalla prima moglie, la principessa Maria di Hannover.

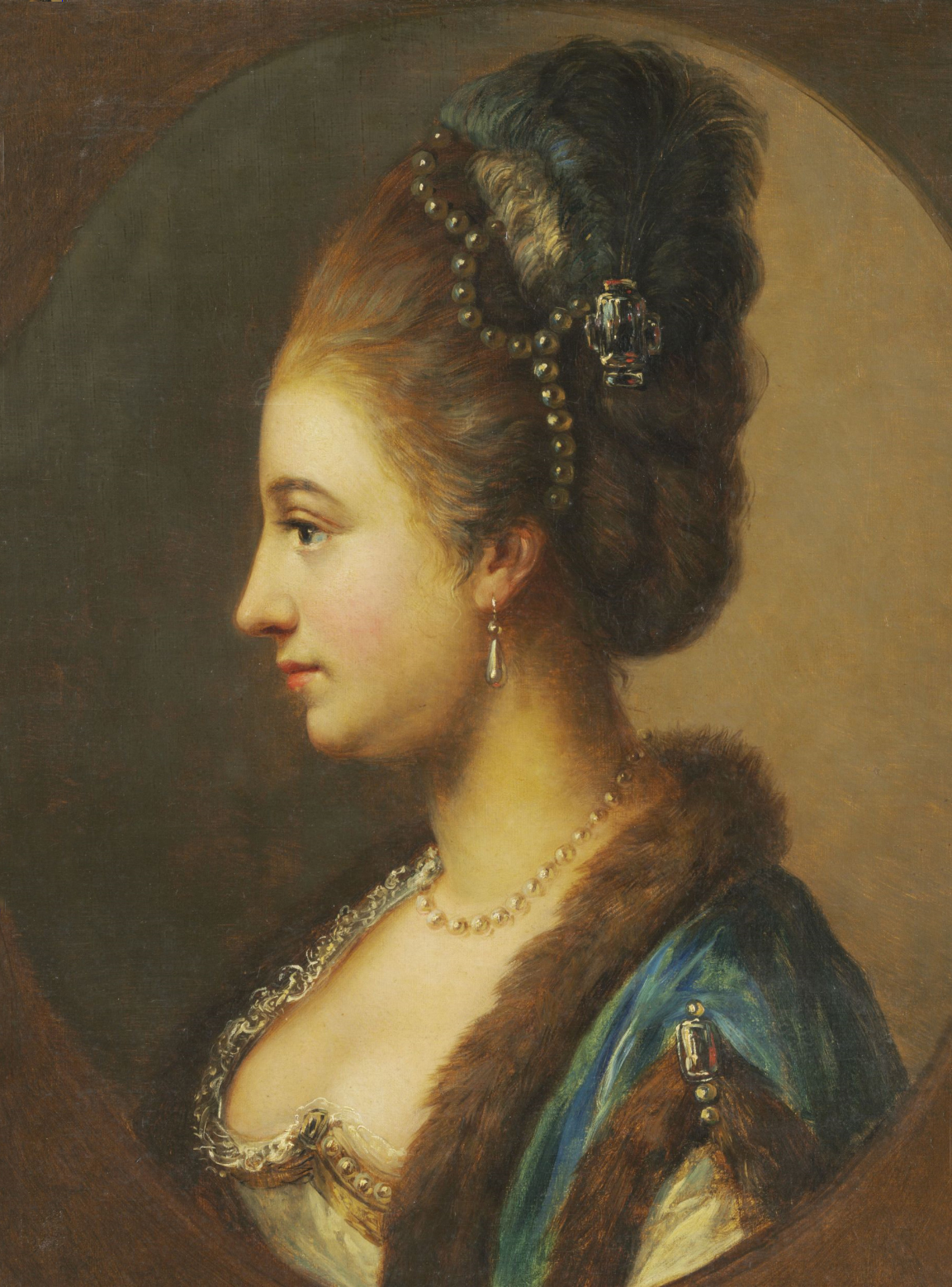
Ritratto ufficiale, 1773

### Langravia vedova
Divenuta vedova nel 1785, Filippina scelse quale reisdenza vedovile la città di Hanau. Ebbe discussioni all'inizio aspre con il figliastro Guglielmo e creò complicazioni diplomatiche tra l'Assia-Kassel, la Prussia e la Russia.
Georg Ernst Levin von Wintzingerode venne nominato sovrintendente della sua corte, ed ella ottenne il suo innalzamento al rango di conte imperiale nel 1794. Dopo la morte della prima moglie di von Wintzingerode, avvenuta in quello stesso anno, i due si unirono in un matrimonio morganatico. Nel 1792, decise di abbandonare la sua dimora contro il volere di Guglielmo per trasferirsi definitivamente a Berlino, a causa della conquista di Magonza da parte delle truppe rivoluzionarie francesi, e dopo aver trascorso pochi mesi con il marito nel castello di Bodenstein, residenza avita della famiglia von Wintzingerode, nella regione di Eichsfeld.
A Berlino Filippina visse in un primo momento con la sorella Luisa nello Schloss Bellevue, poi si trasferì in un grande palazzo, situato nella Behrenstraße 66 che suo cugino, il re Federico Guglielmo II le donò nel 1795. Il suo secondo marito le pagava le spese e Filippina stabilì a Berlino una corte in miniatura. Già nel 1796 ella si fece raggiungere dal marito nel palazzo, nominandolo suo unico erede nel 1798. Dal 1788 la casata di Brandeburgo-Schwedt s'era estinta in linea maschile, cosicché Filippina, insieme alle sue sorelle ed alle due cugine Luisa e Federica Carlotta era erede dei beni allodiali della sua famiglia. Di tali beni un quinto finì così per essere attribuito a von Wintzingerode.
Filippina morì nel 1800, a causa di un ictus, ed il marito la fece seppellire nella cripta del Duomo di Berlino. Il suo sarcofago è stato restaurato e può essere visto nella cripta degli Hohenzollern.

## Ascendenza
|                                              |                           |                                                              | Genitori                                                |  |  | Nonni |  |  | Bisnonni                               |  |  | Trisnonni                            |  |
|                                              |                           |                                                              |                                                         |  |  |       |  |  | 8. Federico Guglielmo I di Brandeburgo |  |  | 16. Giorgio Guglielmo di Brandeburgo |  |
|                                              |                           |                                                              |                                                         |  |  |       |  |  | 8. Federico Guglielmo I di Brandeburgo |  |  | 16. Giorgio Guglielmo di Brandeburgo |  |
|                                              |                           | 17. Elisabetta Carlotta del Palatinato-Simmern               |                                                         |  |  |       |  |  | 8. Federico Guglielmo I di Brandeburgo |  |  |                                      |  |
| 4. Filippo Guglielmo di Brandeburgo-Schwedt  |                           |                                                              |                                                         |  |  |       |  |  | 8. Federico Guglielmo I di Brandeburgo |  |  |                                      |  |
|                                              |                           | 9. Sofia Dorotea di Schleswig-Holstein-Sonderburg-Glücksburg | 18. Filippo di Schleswig-Holstein-Sonderburg-Glücksburg |  |  |       |  |  |                                        |  |  |                                      |  |
|                                              |                           | 9. Sofia Dorotea di Schleswig-Holstein-Sonderburg-Glücksburg | 18. Filippo di Schleswig-Holstein-Sonderburg-Glücksburg |  |  |       |  |  |                                        |  |  |                                      |  |
|                                              |                           | 9. Sofia Dorotea di Schleswig-Holstein-Sonderburg-Glücksburg | 19. Sofia Edvige di Sassonia-Lauenburg                  |  |  |       |  |  |                                        |  |  |                                      |  |
| 2. Federico Guglielmo di Brandeburgo-Schwedt |                           | 9. Sofia Dorotea di Schleswig-Holstein-Sonderburg-Glücksburg |                                                         |  |  |       |  |  |                                        |  |  |                                      |  |
|                                              |                           | 10. Giovanni Giorgio II di Anhalt-Dessau                     | 20. Giovanni Casimiro di Anhalt-Dessau                  |  |  |       |  |  |                                        |  |  |                                      |  |
|                                              |                           | 10. Giovanni Giorgio II di Anhalt-Dessau                     | 20. Giovanni Casimiro di Anhalt-Dessau                  |  |  |       |  |  |                                        |  |  |                                      |  |
|                                              |                           | 10. Giovanni Giorgio II di Anhalt-Dessau                     | 21. Agnese d'Assia-Kassel                               |  |  |       |  |  |                                        |  |  |                                      |  |
| 5. Giovanna Carlotta di Anhalt-Dessau        |                           | 10. Giovanni Giorgio II di Anhalt-Dessau                     |                                                         |  |  |       |  |  |                                        |  |  |                                      |  |
|                                              |                           | 11. Enrichetta Caterina d'Orange                             | 22. Federico Enrico d'Orange                            |  |  |       |  |  |                                        |  |  |                                      |  |
|                                              |                           | 11. Enrichetta Caterina d'Orange                             | 22. Federico Enrico d'Orange                            |  |  |       |  |  |                                        |  |  |                                      |  |
|                                              |                           | 11. Enrichetta Caterina d'Orange                             | 23. Amalia di Solms-Braunfels                           |  |  |       |  |  |                                        |  |  |                                      |  |
| 1. Filippina di Brandeburgo-Schwedt          |                           | 11. Enrichetta Caterina d'Orange                             |                                                         |  |  |       |  |  |                                        |  |  |                                      |  |
|                                              | 12. Federico I di Prussia | 24. Federico Guglielmo I di Brandeburgo                      |                                                         |  |  |       |  |  |                                        |  |  |                                      |  |
|                                              | 12. Federico I di Prussia | 24. Federico Guglielmo I di Brandeburgo                      |                                                         |  |  |       |  |  |                                        |  |  |                                      |  |
|                                              | 12. Federico I di Prussia | 25. Luisa Enrichetta d'Orange                                |                                                         |  |  |       |  |  |                                        |  |  |                                      |  |
| 6. Federico Guglielmo I di Prussia           | 12. Federico I di Prussia |                                                              |                                                         |  |  |       |  |  |                                        |  |  |                                      |  |
|                                              |                           | 13. Sofia Carlotta di Hannover                               | 26. Ernesto Augusto di Brunswick-Lüneburg               |  |  |       |  |  |                                        |  |  |                                      |  |
|                                              |                           | 13. Sofia Carlotta di Hannover                               | 26. Ernesto Augusto di Brunswick-Lüneburg               |  |  |       |  |  |                                        |  |  |                                      |  |
|                                              |                           | 13. Sofia Carlotta di Hannover                               | 27. Sofia del Palatinato                                |  |  |       |  |  |                                        |  |  |                                      |  |
| 3. Sofia Dorotea di Prussia                  |                           | 13. Sofia Carlotta di Hannover                               |                                                         |  |  |       |  |  |                                        |  |  |                                      |  |
|                                              |                           | 14. Giorgio I di Gran Bretagna                               | 28. Ernesto Augusto di Brunswick-Lüneburg (= 26)        |  |  |       |  |  |                                        |  |  |                                      |  |
|                                              |                           | 14. Giorgio I di Gran Bretagna                               | 28. Ernesto Augusto di Brunswick-Lüneburg (= 26)        |  |  |       |  |  |                                        |  |  |                                      |  |
|                                              |                           | 14. Giorgio I di Gran Bretagna                               | 29. Sofia del Palatinato (= 27)                         |  |  |       |  |  |                                        |  |  |                                      |  |
| 7. Sofia Dorotea di Hannover                 |                           | 14. Giorgio I di Gran Bretagna                               |                                                         |  |  |       |  |  |                                        |  |  |                                      |  |
|                                              |                           | 15. Sofia Dorotea di Celle                                   | 30. Giorgio Guglielmo di Brunswick-Lüneburg             |  |  |       |  |  |                                        |  |  |                                      |  |
|                                              |                           | 15. Sofia Dorotea di Celle                                   | 30. Giorgio Guglielmo di Brunswick-Lüneburg             |  |  |       |  |  |                                        |  |  |                                      |  |
|                                              |                           | 15. Sofia Dorotea di Celle                                   | 31. Éléonore d'Esmier d'Olbreuse                        |  |  |       |  |  |                                        |  |  |                                      |  |
|                                              |                           | 15. Sofia Dorotea di Celle                                   |                                                         |  |  |       |  |  |                                        |  |  |                                      |  |